# The Games Machine (magazine italien)
 (novembre 2018).
Pour le magazine britannique, voir The Games Machine.
The Games Machine (TGM) est un magazine de jeux vidéo italien lancé en 1988, qui propose des preview, des critiques et des codes de triche.

## Histoire
Lancé en septembre 1988 en tant qu'édition italienne du magazine britannique The Games Machine par la maison d'édition Milanaise Xenia Edizioni. La publication de l'édition italienne continue après la fin de l'édition britannique.
The Games Machine est devenu l'un des magazines de jeux vidéo les plus populaires en Italie. En novembre 2005, l'ancien propriétaire vend la revue à Future Media Italie, une division de Future Publishing, et en janvier 2007 l'entreprise est achetée par la maison d'édition italienne Sprea Media Italy.
Après quelques années de coexistence avec son rival historique Giochi per il mio computer, TGM est le seul magazine italien de jeux PC. En août 2013, The Games Machine célèbre son 300e numéro et son 25e anniversaire, devenant ainsi le deuxième magazine de jeux vidéo le plus ancien dans le monde derrière Famitsu au Japon et le magazine de jeux PC le plus ancien jamais diffusé. L'événement a également vu la relance du site Web de la revue.